# Anna av Böhmen och Ungern
Anna av Böhmen och Ungern, född 23 juli 1503 i Budapest, död 27 januari 1547 i Prag, var drottning i Tyskland, Ungern och Böhmen. Gift den 25 maj 1521 med Ferdinand I.

## Biografi
Anna var dotter till Vladislav II av Böhmen och Ungern och Anna av Foix-Candale. Hennes födsel var en stor händelse i Ungern eftersom inget barn hade fötts i det ungerska kungahuset på 63 år. Förhoppningarna var att hon skulle vara en pojke, men eftersom den ungerska tronföljdslagen var oklar och inte uteslöt kvinnor som monarker, blev hennes kön trots förväntningarna inte någon besvikelse. 

### Äktenskap
Redan från födseln var hon föremål för många äktenskapsförhandlingar. Huvudkandidaterna i diskussionerna var Vladislav av Polen och Ferdinand av Österrike. Ungrarna hade dock beslutat sig för att upphöra med att placera utländska härskare på Ungerns tron, och det skulle därför bli nödvändigt för henne att avsäga sig sin arvsrätt till tronen om hon gifte sig med en utländsk monark. 
År 1506 föddes hennes bror, vilket innebar att hon inte längre var tronarvinge och äktenskapet mellan henne och Ferdinand av Österrike kunde arrangeras. Överenskommelsen slöts då om ett dubbelbröllop mellan Anna och Ferdinand och mellan Annas bror och Ferdinands syster. År 1515 bekräftades trolovningen genom en högtidlig ceremoni i Wien. Anna stannade sedan kvar i Österrike och uppfostrades i Innsbruck med sin blivande svägerska Maria under uppfostran av Paula von Firmian.

### Drottning
Anna beskrivs som from, mild och klok. Hon var också språkbegåvad och talade latin, tjeckiska, tyska och ungerska. Hon ska också ha tagit hand om sina barns uppfostran själv, något som inte var vanligt, och sett till att uppfostra dem enkelt och utbilda dem högt – sönerna fick gå i en offentlig skola. 
Då hennes bror, Ludvig av Böhmen och Ungern, stupade barnlös i slaget vid Mohács 1526, gjorde hennes make Ferdinand anspråk på tronerna i Ungern och Böhmen genom äktenskap, och Anna blev då drottning i Ungern och Böhmen, dock inte som monark. 1534 blev hon även tysk-romersk drottning; hon dog dock innan maken blev kejsare. 
Anna och Ferdinand hade en omvittnat god relation, och man lade märke till att hon följde med honom på hans resor, något som orsakade en del utgifter. Ferdinand försvarade sig med att det var bättre att slösa pengar på en enda fru än på flera älskarinnor.

## Barn
1. Elisabeth (1526–1545)
2. Maximilian II (1527–1576)
3. Anna Elisabeth (1528–1590)
4. Ferdinand av Tyrolen (1529–1596)
5. Maria (1531–1581)
6. Magdalena (1532–1590)
7. Katarina (1533–1572)
8. Eleonora (1534–1594)
9. Margareta (1536–1567)
10. Johann (1538–1539)
11. Barbara (1539–1572)
12. Karl II av Inre Österrike (1540–1590; gift med Maria av Bayern; deras son var Ferdinand II
13. Ursula (1541–1543)
14. Helena (1543–1574)
15. Johanna (1547–1578; gift med Frans I av Toscana; deras dotter var Maria av Medici)